# Euphyllura caudata
Euphyllura caudata är en insektsart som beskrevs av Mathur 1975. Euphyllura caudata ingår i släktet Euphyllura och familjen rundbladloppor. Inga underarter finns listade i Catalogue of Life.